# 伊沢拓司
伊沢 拓司（いざわ たくし、1994年〈平成6年〉5月16日 - ）は、日本のクイズプレイヤー、YouTuber、起業家、タレント。クイズを題材としたウェブメディア『QuizKnock』を運営する株式会社QuizKnock代表（CEO）。ワタナベエンターテインメント所属。身長170cm。血液型はB型。

## 来歴
茨城県西茨城郡岩瀬町（現・桜川市）生まれ、埼玉県さいたま市・鳩ヶ谷市（現・川口市）育ち。暁星小学校、開成中学校・高等学校、東京大学経済学部経済学科卒業。同学部の修士課程の入試に不合格だったため農学部の修士課程に進学し、東京大学大学院農学生命科学研究科農業・資源経済学専攻修士課程中退。
共働き家庭の一人っ子として生まれた。小学校入学後は読書に夢中になっていたが、2年生になるとサッカーに熱中し、友達とサッカーに関する知識比べをするようになり、その中で知識を蓄える楽しさを知った。私立の幼小中高一貫校に通っていたこともあり、当初は中学受験を考えていなかったが、3年生時に塾に通いはじめたことをきっかけに勉強の楽しさに気づき、6年生時に本格的に中学受験を目指し始めた。
中学入学時はフットサル部に入るも、立ち上げた直後で、さらに中高一貫で他に中学生部員がいなかったため周りについていけず、部活動勧誘会で興味を持ったクイズ研究部に転向。第18回『高校生オープン』にて当時中学3年生での優勝を果たした。その後、 高校1年生時に日本テレビのクイズ番組『全国高等学校クイズ選手権』の第30回大会（メンバー：田村正資、大場悠太郎、伊沢拓司）に出場し、開成高校を初優勝へと導いた。翌年の第31回大会（メンバー：伊沢拓司、大場悠太郎、鈴木耀介）においても優勝し、個人としては史上初となる2連覇を成し遂げた。なお、高校生クイズで個人として連覇を果たしたのは伊沢拓司と大場悠太郎の2名だけである（2022年9月現在）。
2016年に「右脳も左脳もヨロコブ」というコンセプトの下、ウェブメディア『QuizKnock』を立ち上げ、編集長に就任した。2017年にはふくらPの提案で同名のYouTubeチャンネルを開設し、自身も動画への出演や企画等を行っている。
2017年4月にTBSのクイズ番組『東大王』のレギュラー放送第1回で優勝し、第1シーズンでは東大王チームの大将を務めた。同年11月の第13回放送で行われた東大王入れ替え戦の決勝にて水上颯に敗れ大将交代となったものの、東大王チームの最年長、大黒柱として、同じく入れ替え戦でベスト4に勝ち残った鶴崎修功、鈴木光と共に番組の第2シーズンを牽引した（水上不在時には代わりに大将を務めることもあった）。
2018年4月よりワタナベエンターテインメントに所属し、タレントとしても活躍している。
2019年1月、東京大学大学院からの中途退学を機に、東大王チームから卒業することを番組内で発表し、3月20日の放送をもって卒業した。同年4月からは番組の解説役に加えて、芸能人チームの助っ人としても出演していた。3月30日には、YouTubeチャンネル『QuizKnock』上に投稿した動画において、3月31日をもって大学院を中途退学することおよび、4月1日に株式会社QuizKnockを設立し、自身が代表（CEO）に就任することを発表した。
2020年4月1日に立ち上げ当初から務めていたウェブメディア『QuizKnock』の編集長を退任したが、7月1日より復帰した。
2021年10月1日に東北大学で同年3月に行われた震災10周年シンポジウムへの出演がきっかけとなり、東北大学グリーン未来創造機構の特任准教授（客員）に就任した。
2024年9月27日に放送された『クイズ!あなたは小学5年生より賢いの?』レギュラー放送最終回にて最後の挑戦者として登板。全問正解を達成し、賞金300万円を獲得した。
2024年10月5日の「オールスター感謝祭2024秋」で初出場から6年ごしで85人中1位で悲願の初優勝を果たし、霜降り明星・粗品の総合優勝3連覇を阻止した。

## 人物
好きな漫画は福本伸行、山本直樹作品。他にも『キャプテン翼』、『シャーマンキング』、『バキ』、『フルーツバスケット』を挙げている。2018年1月には、1番好きなアニメに『ef』をあげている。また、伝記漫画を読んで歴史の面白さに気付いたのが最初の勉強体験だったという理由から、好きな歴史上の人物に織田信長を挙げている。
座右の銘は「無知を恥じず、無知に甘えるを恥じる」。   
趣味はアコースティックギターの弾き語り、スポーツ観戦、筋トレ。ギターは中学時代から続けており、大学時代はギターのサークルに所属し、副会長を務めていた。伊沢が所属していた時期の1年後輩には現在シンガーソングライターとして活躍しているキタニタツヤがいた。野球では読売ジャイアンツ、サッカーではプレミアリーグのトッテナム・ホットスパーFCの大ファンで、自身のTwitterにはトッテナムに関するツイートが多くある。小学2年生の時に、NHKの番組『W杯総集編』でインタビューを受けたのが最初のテレビ出演であり、サッカーへの気持ちを強くする出来事でもあった。
埼玉県警運転免許センターにて受験した運転免許試験で筆記が通過できず、結果不合格になったことがある。それについて東海オンエアの動画に出演し取り上げられたことがある。

## 出演

### テレビ

#### 現在の出演
- 林修の今でしょ!講座→林修のレッスン!今でしょ→林修の今、知りたいでしょ!（テレビ朝日、2019年8月27日 - ）[43]
- アイ・アム・冒険少年（TBS、2019年9月18日 - ）
- 円卓コンフィデンシャル～他社との遭遇～（テレビ東京、2022年8月27日 - ）[44][45]
- 伊沢みなみかわのクイズに出ない世界（テレビ朝日、2025年4月1日 - ）

不定期出演
- お願い!ランキング（テレビ朝日、2019年10月1日 - ）
- ヒルナンデス!（日本テレビ、2020年7月30日 - ） - 「伊沢拓司のクイズ旅」のコーナー
- 土曜はナニする!?（関西テレビ、2020年7月4日 - ） - 「ヒットの秘密を探れ！ひらめきクエスト」のコーナー
- 情報7daysニュースキャスター（TBS、2021年1月20日 - ）
- 真相報道 バンキシャ!（日本テレビ、2021年4月4日 - ）
- LIFE IS MONEY〜世の中お金で見てみよう〜（テレビ東京、2024年10月1日 - ）

#### 過去の出演
- くりぃむVS林修!超クイズサバイバー（テレビ朝日、2014年12月31日 - 2018年12月20日）
- 日本人の3割しか知らないこと くりぃむしちゅーのハナタカ!優越館（テレビ朝日、2016年9月 - 2017年4月）- ハナー・タッカーのコーナー
- 東大王（TBS、2017年4月30日 - 2024年9月18日）
- グッとラック!（TBS、2019年9月30日 - 2021年3月26日）- 月曜日コメンテーター → 木曜日コメンテーター、「一日一問!グッと身につく教養クイズ」コーナー担当[46][47]
- スポーツ漫画みてぇな話 （日本テレビ、2021年3月21日 - 10月30日）[注釈 4] - MC[48]
- ONE NUMBER（毎日放送、2021年3月18日 - 2022年3月1日）- MC[49]
- モンモンZ（NHK Eテレ、2022年3月6日 - 2023年3月18日[50]）[注釈 5] - MC[51]
- 発想の転カンパニー（関西テレビ、2022年1月9日 - 9月11日[52]）[注釈 6] - MC[53]
- U29News〜私たちが知りたいのは、未来だ〜（朝日放送テレビ（ABCテレビ）、2022年9月24日）- MC[54]
- Q-1 ～U-18が未来を変える 研究発表 SHOW～（朝日放送テレビ（ABCテレビ）、2024年9月29日）- 探求アオハル編MC[55]
- 出没!アド街ック天国「【駒場東大前】もうひとつの東大がある街は日本一の頭脳集積地」（2024年11月16日、テレビ東京）

### ラジオ
- たまむすび（TBSラジオ、2019年4月 - 2023年3月8日[56]）- 第2水曜日レギュラー[57]
- 伊沢拓司のクイズ年録2020（TBSラジオ、2020年12月24日）[58]
- 伊沢拓司のオールナイトニッポン0（ZERO）（ニッポン放送、2021年6月19日）[59]
- 伊沢拓司のクイズ学（NHKラジオ第一、2021年12月29日）[60]

### インターネット番組
- 声優だって告らせたい〜天才たちの恋愛頭脳戦（の解説!）〜（GYAO!、2019年2月 - 3月）[61]
- 伊沢拓司のクイズ!都政（東京都公式動画チャンネル「東京動画」、2020年1月21日 - 6月22日）[62]
- 伊沢拓司のチューモク!（GYAO!、2022年1月6日 - 3月24日）[63]

### アニメ映画
- 深海のサバイバル!（2021年） - オペレーター 役[64]

### CM
- 臨海セミナー「スキップさせない」篇（2018年）[65]
- 明治安田生命保険Jリーグ×東大王「企業」（2019年10月30日 - 12月18日）[66]
- スカパーJSAT「スカパー!」（2020年12月31日 - 2021年4月29日）[66]
- 麒麟麦酒「本麒麟」（2022年）[67]

### ゲーム
- イナズマイレブン 英雄たちのヴィクトリーロード（レベルファイブ、2025年11月発売予定）- 伊勢谷要 役（声の出演）[68]

## クイズの成績

### クイズ番組での主な成績
- 日本テレビ 第30回・第31回『全国高等学校クイズ選手権』優勝（2010年、2011年）[17] - 個人としては史上初の2連覇
- フジテレビ 『Q1～史上最速の頭脳スプリントバトル～』優勝（2012年）[16]
- TBS 『東大王』準優勝（2016年）、優勝（2017年春）、準優勝（2017年秋）[6]、優勝（2024年9月18日、最終回）[69]
- 日本テレビ『クイズ!あなたは小学5年生より賢いの?』全問正解（2024年 レギュラー放送最終回）
- TBS 『オールスター感謝祭』優勝（2024年秋・2025年春）史上2人目の連覇・史上4人目の複数回優勝者[注釈 7]

### クイズ大会での成績
- 第18回『高校生オープン』優勝（2009年）[16]
- 『STU the first』優勝（2011年）
- 第6回『若獅子杯』準優勝（2011年）
- 第20回『高校生オープン』準優勝　ペーパー1位（2011年）
- 『STU the fifth』準優勝　ペーパー1位（2011年）
- 第17回『勝抜杯』3位（2017年）[70]
- 『World Quizzing Championships 2017』日本大会2位（2017年）[71]
- 『#NOP～なるほどオープン～』優勝（2017年）

## 知識検定
- 第1回『知識検定 1級』19位（2019年）[72]
- 第2回『知識検定 1級』3位（2020年）[73]
- 第3回『知識検定 1級』11位（2021年）[74]
- 第4回『知識検定 1級』7位（2022年）[75]
- 第5回『知識検定』5位（2023年）[76]
- 第6回『知識検定』3位（2024年）[77]
- 第7回『知識検定』20位（2025年）[78]

## 著書

### 単著
- 伊沢拓司『東大生クイズ王・伊沢拓司の軌跡Ⅰ 〜頂点を極めた思考法〜』セブンデイズウォー〈QUIZ JAPAN全書03〉。ISBN 978-4593310227。
- 伊沢拓司『思考力、教養、雑学が一気に身につく! 東大王・伊沢拓司の最強クイズ100』KADOKAWA、2018年7月5日。ISBN 978-4040650036。
- 伊沢拓司『勉強大全 ひとりひとりにフィットする１からの勉強法』KADOKAWA、2019年2月7日。ISBN 978-4040653730。
  - 伊沢拓司『勉強大全 ハンディ ひとりひとりにフィットする１からの勉強法』KADOKAWA、2024年9月3日。ISBN 978-4046840530。
- 伊沢拓司『東大生クイズ王・伊沢拓司の軌跡II ～栄光と挫折を超えて～』セブンデイズウォー〈QUIZ JAPAN全書06〉、2020年4月30日。ISBN 978-4593310302。
- 伊沢拓司『クイズ思考の解体』朝日新聞出版、2021年10月20日。ISBN 978-4-02-331983-7。

### その他
- 『無敵の東大脳クイズ 君は東大生に勝てるか!?』主婦の友社、2018年9月7日。ISBN 978-4074337859。 - 著者はQuizKnock。監修を担当。
- 『東大生の本の「使い方」』三笠書房、2018年12月7日。ISBN 978-4837927594。 - 東大出身著名人による本の「使い方」として原稿を掲載。
- 『ユリイカ 2020年7月号 特集=クイズの世界』青土社、2020年6月26日。ISBN 978-4791703876。 - 論考「クイズの持つ「暴力性」と、その超克」を掲載。

## 受賞歴
- 第12回 販促会議企画コンペティション 桜田圭子賞（2020年）  - 「365日の誕生ビール」
高瀬雄大（博報堂）、浜田智子（TBWA\HAKUHODO）、関谷拓巳（TBWA\HAKUHODO）とともに受賞[79]